# Portretul Mariei de Austria
Portretul Mariei de Austria este o pictură în ulei pe pânză realizată în 1630 de către Diego Velázquez. Acum se află la muzeul Prado.
Acesta a fost pictat în timpul șederii sale de trei luni la Napoli la momentul întoarcerii în Spania de la Napoli. Înainte de căsătoria sa cu Ferdinand al III-lea al Sfântului Imperiu Roman, portretul a fost dus în Spania ca o amintire, în absența sa, pentru fratele său Filip al IV-lea al Spaniei (de pe vremea lui Carol I al Spaniei era obișnuit pentru regii spanioli și rudele lor să facă schimb de portrete de rudenie pentru a-și arăta înfățișarea altora, pentru a-și demonstra apariția în negocieri în căsătorie sau pur și simplu pentru a-și aminti reciproc de aspectul lor). La fel ca în portretele sale anterioare, Velázquez își picta subiectul pe un fundal întunecat pentru a face ca personajul să iasă în evidență, în timp ce costumul verde, gulerul gri și părul sunt toate realizate în detalii minime.